# 高爾·韋賓斯基
高爾·韋賓斯基（'Gregor "Gore" Verbinski，1964年3月16日—）是一名美国电影导演、编剧和音乐人。其知名的代表作有恐怖片《七夜冤靈》，《加勒比海盗》前三部系列以及2011年的动画片《飆風雷哥》。

## 早年生活
他生于田纳西州的橡树岭，他的父母是 Victor 和 Laurette Verbinski，在家中五个孩子中排行第三，他的兄弟姐妹是Janine, Claire Caregiver,Diane 和 Steven。父亲是个波兰人，是橡树岭国家实验室的一名核物理学家。1967年他家搬到了加州南部的拉霍亚，他在那里长大。他青少年时期是一名活跃的童軍和衝浪手。他先后在 Torrey Pines 小学, Muirlands 初中, La Jolla 中学，以及洛杉磯加州大學戏剧电影与电视学院就读。1987年他从UCLA毕业并获得藝術創作學士学位。

## 电影事业
2003年他导演的《加勒比海盗：黑珍珠号的诅咒》全球收获6.54亿美元；2006年续集《加勒比海盗2：聚魂棺》全球超过10亿，是当时第三部过10亿美元的电影，是他最成功的作品；2007年的《加勒比海盗3：世界的尽头》收获9.63亿，这三部累计达到26.23亿。
2011年他导演的动画片《飆風雷哥》获得了第84屆奧斯卡金像獎最佳動畫长片奖。

## MV作品
- 24-7 Spyz – Stuntman "This Is...24-7 Spyz!"  "Strength In Numbers"
- NOFX – "S&M Airlines"
- 邪教合唱團 – "American Jesus"
- 邪教合唱團 – "Atomic Garden"
- 邪教合唱團 – "21st Century (Digital Boy)"
- 邪教合唱團 – "Stranger Than Fiction"
- Monster Magnet – "Negasonic Teenage Warhead"
- The Crystal Method – "Born Too Slow"

## 电影列表
| 年份 | 片名                       | 奥斯卡提名 | 奥斯卡获奖 |
| ---- | -------------------------- | ---------- | ---------- |
| 1996 | The Ritual                 |            |            |
| 1997 | 捕鼠記                     |            |            |
| 2001 | 愛情請槍                   |            |            |
| 2002 | 時光機器（未显示）         |            |            |
| 2002 | 七夜冤靈                   |            |            |
| 2003 | 加勒比海盗：黑珍珠号的诅咒 | 5          |            |
| 2005 | 氣象人                     |            |            |
| 2006 | 加勒比海盗2：聚魂棺        | 4          | 1          |
| 2007 | 加勒比海盗3：世界的尽头    | 2          |            |
| 2011 | 飆風雷哥                   | 1          | 1          |
| 2013 | 獨行俠                     | 2          |            |
| 2016 | 救命解藥                   |            |            |